# Kevin Goldthwaite
Kevin Patrick Goldthwaite (Sacramento, 9 dicembre 1982) è un ex calciatore statunitense, di ruolo difensore.

## Palmarès
- Campionato MLS: 1

Houston Dynamo: 2006